# Кудрино (Нікольський район)
Ку́дрино (рос. Кудрино) — присілок у складі Нікольського району Вологодської області, Росія. Входить до складу Нікольського сільського поселення.

## Населення
Населення — 52 особи (2010; 62 у 2002).
Національний склад (станом на 2002 рік):
- росіяни — 98 %